# 天燕座κ
天燕座κ，又名CP-72 1802，HD 137387、SAO 257289、HR 5730，是天燕座的一颗恒星，视星等为5.49，位于銀經313.85，銀緯-14.01，其B1900.0坐标为赤經15h 20m 36.6s，赤緯-73° -14.01′ 33″。